# Ovesholm
Ovesholm is een dorp in de gemeente Kristianstad in de in Zweden gelegen provincie Skåne. Het dorp heeft een inwoneraantal van 299 en een oppervlakte van 19 hectare (2010).

## Verkeer en vervoer
Zo'n vijf kilometer ten oosten van de plaats loopt de E22/Riksväg 19.
De plaats had vroeger een station aan de Östra Skånes Järnvägar.

## Geboren
- Mikael Nilsson (24 juni 1978), voetballer